# サンモール高砂
サンモール高砂（サンモールたかさご）は、かつて高砂市高砂町栄町に所在したショッピングセンターである。

## 歴史
高砂市が山陽電鉄高砂駅周辺で「高砂地区再開発事業計画」を構想したのが始まりである。ところが、この再開発計画が住民の反対運動で挫折し、三菱倉庫がその構想を引き継ぐ形で、三菱製紙高砂工場グラウンド跡地などを取得して再開発を行い、1976年（昭和51年）3月6日に開業した。
開業時には核店舗として西友ストア（後の西友）高砂店が入居し、専門店55店舗や三菱倉庫グループのサンモールスイミングクラブも併設していた。日本では珍しいオープンモール形式の商業施設で、開業時には約300台の駐車場を持ち、42戸の分譲集合住宅「高砂ハイツ」も併設していた。開業当初は3日間で合計約18万人を集め、来店者のうち市内からの客は約57%に留まり、約27%が加古川市から、約9%が姫路市からとなるなど、市外からも集客することに成功した。そのため、土日などの週末を中心に駐車場への入庫が困難になることあった。
ところが、近隣に競合する商業施設が増加した影響を受けて来店客数や売上が落ち込み、核店舗の「西友高砂店」は2007年（平成19年）以降に閉鎖する不採算店舗候補の1つとなった。ただし、この時は「西友高砂店」は土地・建物が自社所有であったことからテコ入れを図ることになり、2012年（平成24年）に新装開店した。ところが、改装を行っても黒字転換せず、2014年（平成26年）には来店客数が1日平均約2,500人まで減少した。そのため、核店舗の西友は客単価も高くないことも相まって年間約1億円の赤字が出ているとして2015年（平成27年）4月で閉店すると発表した。
これに対して、当店の立地する高砂町内には他に食品スーパーがなく、65歳以上が30%を超えるなど高齢者率が高いことから、買い物難民が発生することを懸念し、高砂市などが「西友高砂店」に営業継続を求めた。
しかし、西友側は、閉店を当初通告した2015年（平成27年）4月から同年末まで遅らせるのが限界として同年2月19日に高砂市に同年12月末での閉店を伝えた。西友の閉店決定後に複数のスーパーが店舗跡への出店を問い合わせたものの、店の面積や形の問題や立地面などを理由に見合わせたことから、後継店舗の決定は閉店に間に合わなかった。そのため、当店閉店後は専門店は営業を続けるものの、2016年（平成28年）1月4日の初売りから各店舗抜きの営業に移行することになった。
なお、サンモールスイミングクラブも設備の老朽化を理由に、2015年（平成27年）3月17日に閉鎖された。
2017年12月９日にサンモール高砂の東館と西館、南館の耐震強度不足などの関係により所有者が専門店の店舗を撤退を依頼する形で全体的に閉店することになり、サンモール高砂は完全閉館することになり、41年の幕を閉じた。
2018年には南館が解体され、2020年には東館が解体された。2022年8月時点で西館と分譲集合住宅「高砂ハイツ」が残っており、高砂ハイツは引き続き居住され、空き室の入居募集も行われている。

## サンモールスイミングクラブ
サンモールスイミングクラブはサンモール高砂内にあったかつて存在した神戸ダイヤサービス株式会社（現神戸ダイヤメンテナンス株式会社）が運営するスイミングスクールである。このスイミングスクールは1978年（昭和53年）に開業。
かつてはこのスイミングスクールからオリンピック選手を輩出していた。2015年（平成27年）3月17日にサンモールスイミングクラブも設備の老朽化を理由に閉鎖するなった。これにてサンモールスイミングクラブは37年の幕を閉じた。2018年にはサンモールスイミングクラブがかつて入っていたサンモール高砂の南館が解体され、現在ではその姿は見ることはできない。

## その後
2020年現在では、高砂町内には食品スーパーがなく、住民はイオン高砂店や隣の加古川市の食品スーパーまで足を運んでいる。ところが高砂町内には先ほど書か出ている通り65歳以上が30%を超えるなど高齢者率が高いことから買い物難民もいる。地元住民は旧サンモール高砂跡地に新たな早期食品スーパー誘致を望んでいるがそれも見通しが立ってはいない。このことについては高砂市は見過ごすわけもなく、旧サンモール高砂を含めた高砂駅南周辺整備基本計画を検討している。この計画は山陽電鉄高砂駅高架化を含めた計画であり、その中で旧サンモール高砂を新しく整備をし、商業施設・サービス施設・福祉施設・住宅施設に整備するという計画となっている。なお、この計画は発表はしたものの整備の実行は未定である。

## 過去の主なテナント
- 西友高砂店（旧・西友ストア） - 店舗面積約7,533m2[1]

　　2014年（平成26年）当時の記録と閉店時は、当店は1階が食料品売り場で、8時から20時までであった。一時は24時間営業になったが閉店が決まってからは元に戻した。2階が日用品売り場、3階が衣料品や家電製品の売り場となっていた。改装前の三階は家電製品は当時からあったが他にもダイソーや無印良品もあった。屋上には子供の遊ぶスペースがあったが何らかの理由により閉鎖になった。
- ダイソーサンモール高砂店
- 無印良品 西友高砂

## 周辺施設
- 高砂銀座商店街[14]
- 高砂センター街[14]
- 高砂駅前商店街
- ナガタ薬品 - 店舗面積約1,261m2[1]
- ロッテリア高砂店（閉店）
- 但陽信用金庫高砂中央支店
- 三菱製紙高砂工場
- 山陽電鉄高砂駅
- ケンタッキーフライドチキン 高砂店 （閉店）